# Willis Islands
Willis Islands är öar i Sydgeorgien och Sydsandwichöarna (Storbritannien). De ligger i den nordvästra delen av Sydgeorgien och Sydsandwichöarna.